# Tangó (tánc)

Tangóshow Buenos Airesben

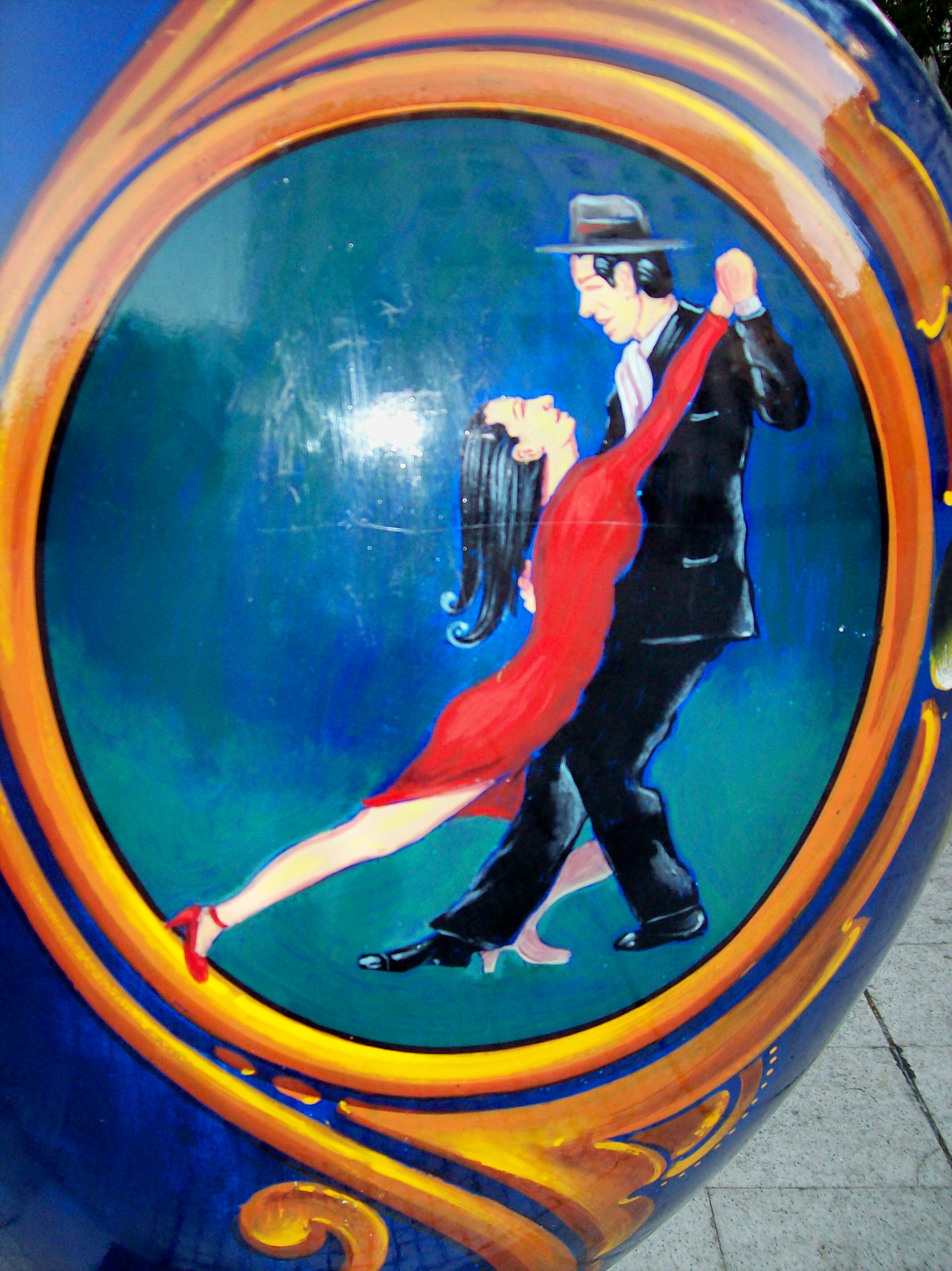

A tangó nemzetközileg elterjedt társastánc és zenei stílus. Ritmusa általában két- vagy négynegyedes, de létezik háromnegyedes „valse” is; koreográfiája komplex, improvizatív. A Río de la Plata országaiban, tehát Argentínában és Uruguayban jött létre.

## A zene
Eredete máig sem tisztázott. Legtöbben úgy vélik, hogy a kubai eredetű habanerából származik, melyet Buenos Aires és Montevideo külvárosi bordély-negyedeiben játszottak a 19. század utolsó évtizedeiben hegedűn, fuvolán és gitáron. Feltehetőleg hatott fejlődésére az argentin népi gyökerű milonga és a fekete rabszolgák zenéje, a candombe is. Legjellemzőbb, legsajátabb hangszerét, a bandoneónt a Río de la Plata vidékére 1900-tól érkező német telepesek hozták magukkal, eredetileg vallásos zenei célokat szolgált. A tangó kezdeteiről nagyon kevés lejegyzett anyag áll rendelkezésre, a zenészek akkoriban nem használtak kottát, a zene hallás útján terjedt. Kezdetben valószínűleg ismert, hagyományos melódiákat, habanerákat, polkákat adtak elő ebben az új stílusban.

## A tánc

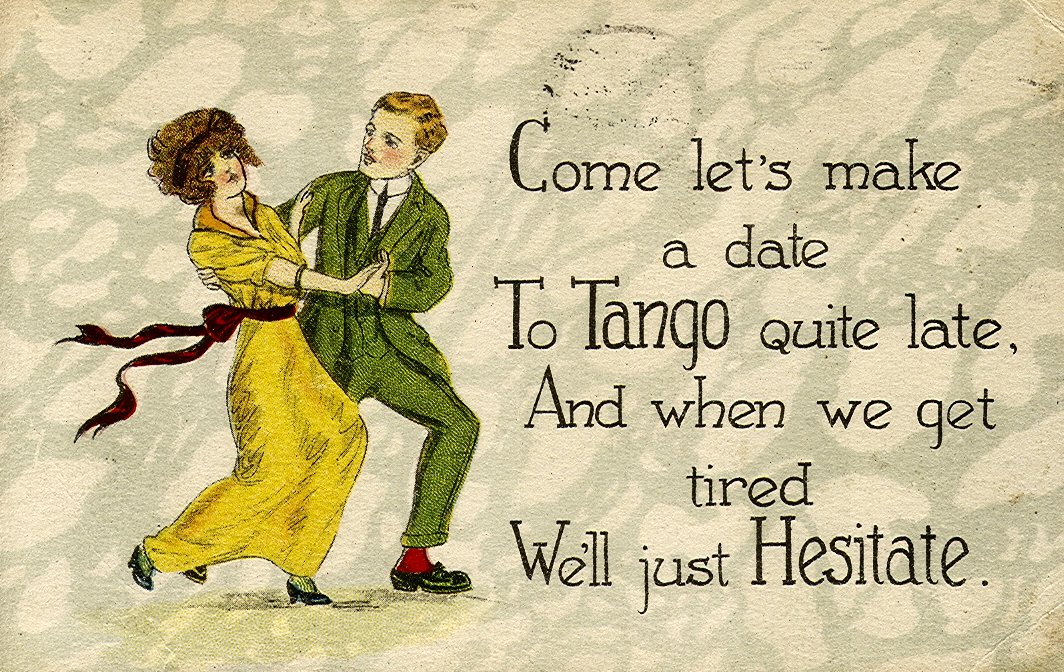
Levelezőlap 1920-ból

A tánc természetes formája a hangsúlyokra való lépkedés, ez a szabályos, a zene lüktetésére történő séta (amely a férfi és nő esetében ütemében és irányaiban eltérhet, ameddig a kontaktus megmarad) képezi a tánc alapját. A gyakorlatban rendkívül nagy tere van az improvizációnak, a zene átélése és a rendelkezésre álló tér alapján a táncosok pillanatról pillanatra döntenek a követendő lépésekről. Az „akadémikus” lépést, a salidát bár kezdetben megtanulják a táncosok, de végül szinte sosem alkalmazzák. A tangónak „iskolái” sincsenek, mindenki saját érzései, saját stílusa alapján táncol.
Hogy a párok harmonikusan haladhassanak előre a parketten, nagyon nagy szerepe van a vezetés technikájának. Ezt a táncosok szoros testi közelsége is indokolttá teszi. Ez a pár férfi tagjának feladata, egyszerre kell döntenie saját, illetve partnere lépéseiről, melyet elsősorban felsőtestének mozgásával tud kommunikálni. A tangó markáns férfidominanciát mutat (ami csak látszat: inkább a férfi 'szolgálja ki' a nő igényeit, teszi számára a táncot élménnyé azzal, hogy 'előkészíti' a nőnek a táncát).
Az europanizált változata kizárólag táncversenyeken fordul elő más europanizált táncokkal együtt (nemzetközi versenytánc), bár társas formában is űzik, de az teljes egészében a versenytánc formára épül.
Az 'argentin tangó' retronim elnevezéssel az európai versenyváltozattól megkülönböztetett autentikus változatot értjük (Dél-Amerikában egyszerűen csak 'tangó'), ami elsősorban társasági forma, bár létezik színpadi(asított) változata is, az a táncosok nem mérhető részét érinti csak. Nem túl nagy népszerűségnek örvendenek szakmai berkekben az utóbbi műfajból rendezett versenyek, főleg azért mert vagy nem specializált szervezetek (International Dance Organization) rendezik azokat vegyes összetételű (más táncműfajok specialistáiból verbuvált) bírókkal és alacsony számú versenyzővel, vagy pedig üzleti érdekek mentén szakmai erőfölény, presztízs megszerzésére (bírók vagy szervezők részéről) irányuló nyílt vagy meghívásos versenyek formájában kerülnek megrendezésre (Campeonato Mundial de Buenos Aires, Campeonato Metropolitano de Tango). Mindkét szervezet rendez ún. világbajnokságot, de ezek gyakorlatilag nyílt versenyek, amelyeken bárki elindulhat, minden előképzettség nélkül. Az IDO VB-n rendszeresen egy-két tucat induló a jellemző (köztük akár majdnem kezdők is), a Buenos Airesben rendezett versenyen komolyabb indulólétszám mellett, a nagy számok törvénye alapján már magasabb a színvonal, de az indulók szinte kizárólag helyiek, jellemzően pár tucat külföldi vesz részt és még a helyi szakma és média is részrehajlónak tartja a bírókat, amelyek minden évben közel azonosak.

## A versenytánc
Napjainkban kétféle tangó van jelen a versenyeken. Az egyik az angol stílusú, melyet a standard táncversenyeken láthatunk, a másik az argentin tangó, amely a divattánc-versenyek egyik igen népszerű programja. A versenytáncos tangóban minimális emelkedés és süllyedés (ereszkedés) a lépésekből fakad csupán. Az előrehaladások saroklépéssel kezdődnek és sokszor belső vagy külső lábélen folytatódnak.
A tangó a második standard-táncként szerepel a versenyeken, latin eredete miatt viszont kitűnik a sorból. Jelenlegi formáját 1929-ben nyerte el. Jellegzetessége a gyors, hirtelen fékezett, erőteljes haladómozgásokban nyilvánul meg, melyek szaggatottan váltakoznak a szenvedélyes dinamika és a feszült szünet között.
Zenei üteme: 2/4-es, minden ütemben két hangsúly van.
Ritmus: lassú-lassú-gyors-gyors-lassú

## Érdekességek

### A tangó és a külvárosi kultúra

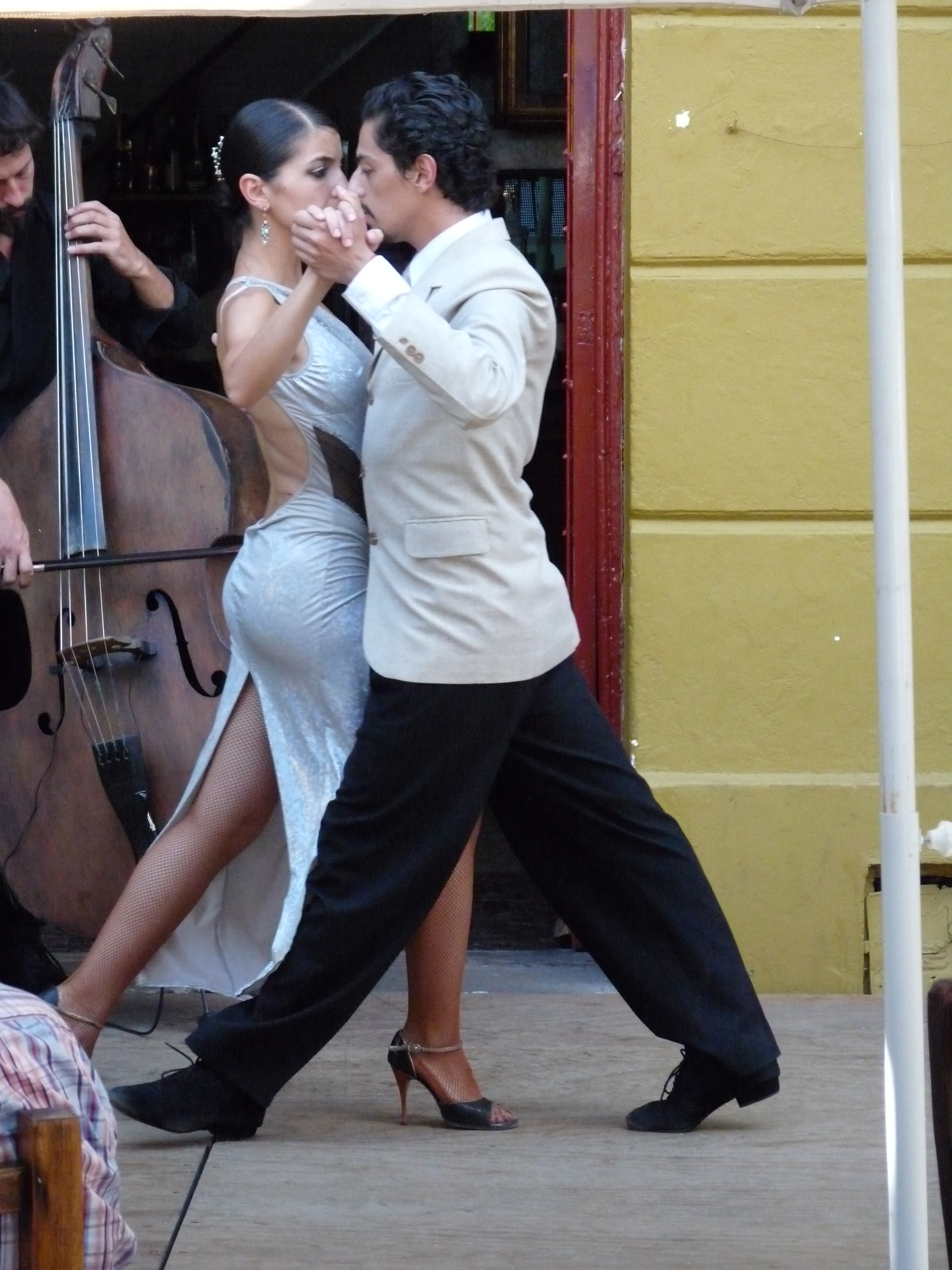
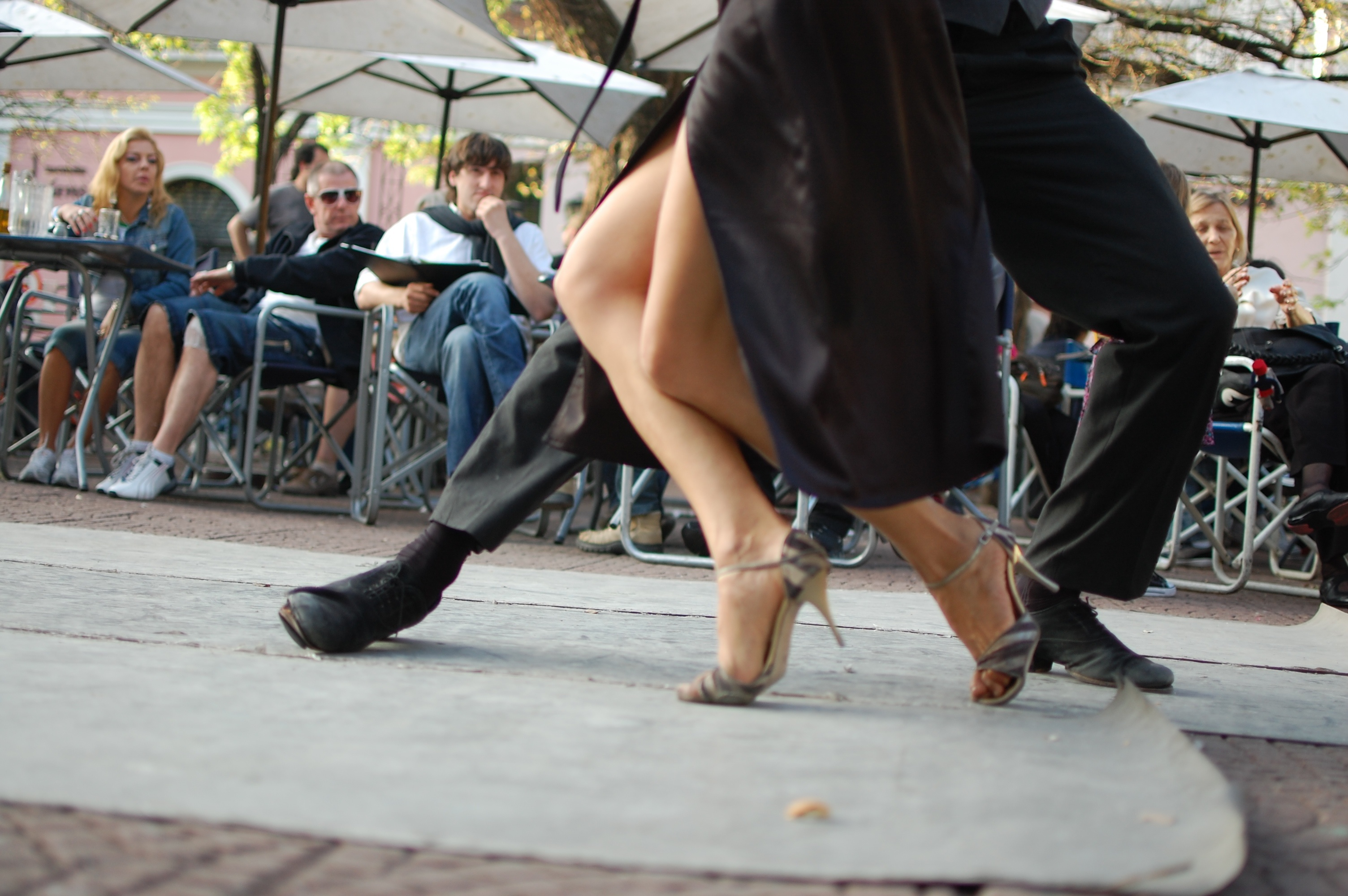

A tangó kialakulása szorosan összefügg a külvárosi olcsó prostitúció, a bordélyházak kultúrájával, ezért különösen a legrégibb tangók szövegei, dalcímei tele vannak erotikus, sikamlós utalásokkal, a dél-amerikai nagyvárosok tolvajnyelvén előadva. Példaként néhány dalcím:
- ¡Al palo! (Eduardo Bolter Bulterini): Estar al palo azt jelenti, ’erekció állapotában lenni’
- Dejalo morir adentro (José Di Clemente): kb. „hadd haljon meg úgy, hogy bent van”
- El choclo[1] (Ángel Villoldo), napjainkban is az egyik legismertebb tangó: eredetileg kukoricacsövet jelent, de a szlengben ’férfi nemi szerv’
- El 69: a 69-es szám a kölcsönösen gyakorolt orális szexet jelenti, a hatos és a kilences az egymáshoz képest 180 fokos szöget bezáró résztvevőket ábrázolja
- Metele bomba al primus[2] (José Arturo Severino): „tedd be a pumpát a Primusba”, a Primus egy petróleummelegítő márkaneve volt, amelyet pumpálással kellett működésre bírni

### A Tangó mint Ecseri
Pesten a bolhapiacot is így nevezték, amely az Operaház helyétől a Teleki téren át került ki az Ecseri útra.